# 加藤貴宏
加藤 貴宏（かとう たかひろ、1988年8月17日 ‐ ）は、日本の元俳優。新潟県新発田市出身。所属していた事務所はキャメルアーツ。身長182cm。体重68kg。

## 来歴
小学校3年からサッカーを始め、新潟県社会人リーグでのプレーの経験も持つ。
新潟国際映像メディア専門学校の一期生として俳優科を卒業後、役者を目指し上京。
2016年9月をもって芸能活動から引退した事を、所属事務所の公式フェイスブックにて発表。

## 出演

### 映画
- 月と嘘と殺人（2010年）
- ここにいる（2010年） - 風間翔 役
- HESOMORI -ヘソモリ-（2011年）
- 極道めし（2011年）
- 吉祥寺の朝日奈くん（2011年）
- フォーゴットン・ドリームス（2011年） - コージ 役
- アノソラノアオ（2012年） - 深沢茂 役
- HK 変態仮面（2013年）
- 図書館戦争（2013年）
- モンスター（2013年）
- さよなら渓谷（2013年）
- 受難（2013年）
- 永遠の0（2013年）
- 土竜の唄 潜入捜査官REIJI（2014年）
- MONSTERZ モンスターズ（2014年）
- 年上ノ彼女（2014年）
- 劇場版 ウルトラマンギンガS 決戦!ウルトラ10勇士!!（2015年） - 松本ゴウキ 役
- 龍三と七人の子分たち（2015年）
- ズタボロ（2015年）
- 日本で一番悪い奴ら（2016年）
- シン・ゴジラ（2016年） - 久松明 役
- 風に濡れた女（2016年）
- 破裏拳ポリマー（2017年） - カズヤ 役

### テレビドラマ
- ブルドクター 第8話（2011年、日本テレビ）
- 100の資格を持つ女〜ふたりのバツイチ殺人捜査〜6（2012年、朝日放送）
- ヒロシマ 復興を夢見た男たち（2013年、NHK）
- 衝撃ゴウライガン!!（2013年10月 - 12月、テレビ東京） - ゴウ 役
- 三匹のおっさん 第1話（2014年、テレビ東京）
- ウルトラマンギンガS（2014年7月 - 12月、テレビ東京） - 松本ゴウキ 役
- Mr.サンデー特別版・新証言&極秘資料入手『東京オリンピックと世紀の大犯罪』〜追跡!封印された死刑囚たちの“正体”〜（2014年、フジテレビ）
- 新ウルトラマン列伝 第90話 - 第103話（2015年3月 - 6月、テレビ東京） - 松本ゴウキ 役
- ヤメゴク〜ヤクザやめて頂きます〜 第2話（2015年、TBS）

### バラエティ
- メンズ温泉（2015年7月 - 、BSジャパン）

### 舞台
- いきていないということのほかは（2009年、シアターent.、作：戸中井三太 / 演出：ナシモトタオ）
- 金閣寺 -The Temple of the Golden Pavilion-（2011年、KAAT神奈川芸術劇場 / 梅田芸術劇場 / NYリンカーン・センター、原作：三島由紀夫 / 演出：宮本亜門）
- 金閣寺 -The Temple of the Golden Pavilion-NY凱旋公演（2012年、赤坂ACTシアター / 梅田芸術劇場、原作：三島由紀夫 / 演出：宮本亜門）
- おかあちゃん〜コシノアヤコ物語〜（2014年、岸和田市立浪切ホール / 六本木ブルーシアター、原案：倉科遼 / 演出：上杉祥三）

### CM
- 読売新聞「取材する力」篇（2012年）